# Movimiento Socialista Panhelénico
El  Movimiento Socialista Panhelénico, más conocido como PASOK (en griego: Πανελλήνιο Σοσιαλιστικό Κίνημα, romanizado: Panellínio Sosialistikó Kínima, ΠΑΣΟΚ), es un partido político socialdemócrata de Grecia. Tras gobernar el país durante la mayor parte de los años ochenta y noventa, perdió el poder en las elecciones legislativas del 7 de marzo de 2004 y se transformó en el principal partido de oposición. Cinco años después, el 4 de octubre de 2009, ganó de nuevo las elecciones por mayoría absoluta. 
Para las elecciones parlamentarias del 2012, debido a la crisis económica que asoló dicho país, junto con su defensa de las impopulares medidas de austeridad, el partido sufrió un duro golpe y quedó en el tercer lugar tras la conservadora Nueva Democracia y la Coalición de la Izquierda Radical. Esta caída se acentuó en las elecciones de enero de 2015, cuando quedó en última posición con apenas un 4,7 % de los votos. Sin embargo, en las elecciones de septiembre de ese mismo año logró aumentar al 6,3 %. En las elecciones legislativas griegas de junio de 2023 volvió a mantenerse firme como uno de los «tres grandes» partidos políticos de Grecia.

## Historia
El PASOK fue fundado en septiembre de 1974, siguiendo a la caída de la dictadura militar griega (1967-1974) y la restauración de la democracia. Su fundador fue Andreas Papandréu, hijo del fallecido dirigente liberal Yorgos Papandréu (1888-1968), fundador a su vez del Partido Socialista Democrático de Grecia en 1935 (como escisión del Partido Liberal), líder de la Unión de Centro y primer ministro en los años de la posguerra. Sus principios eran «independencia nacional, soberanía popular, emancipación social y proceso democrático».[cita requerida]
En las elecciones de noviembre de 1974, el PASOK obtuvo el 13,5 % de los votos y 15 escaños. Se convirtió así en el tercer partido del Consejo de los Helenos, tras el conservador Nueva Democracia de Constantinos Karamanlís y los liberales Unión de Centro de Yorgos Mávros (quien se uniría al PASOK a principios de los años 80). En las siguientes elecciones de noviembre de 1977, el PASOK sobrepasó a los liberales, dobló su porcentaje de votos y alcanzó la cifra de 92 escaños, conque pasó a ser la oposición oficial.
En octubre de 1981 el PASOK ganó las elecciones nacionales con el 48 % de los votos y 173 escaños, con los que formó el primer Gobierno socialista de la historia de Grecia, con Andreas Papandréu como primer ministro. Aunque Papandréu había hecho campaña en contra de formar parte de la OTAN —desde 1952— y de la Comunidad Económica Europea (CEE) —cuyo tratado de adhesión habían firmado en 1980, con entrada efectiva el 1 de enero de 1981—, pronto cambió de opinión y comenzó a renegociar las condiciones de la entrada de Grecia.
En 1985 el Gobierno del PASOK emprendió una reforma de la Constitución, aprobada en 1978, para reducir los poderes del presidente de la República —hasta marzo de 1985 el conservador Karamanlís, a quien reemplazó Christos Sartzetakis— y dar mayor autoridad al primer ministro y al Ejecutivo. Ello se concretaría en la enmienda constitucional de marzo de 1986, posible gracias a la aceptación de la mayoría de fuerzas políticas y a que, en junio de 1985, el PASOK volvió a ganar las elecciones con el 45 % de los votos y 161 escaños, de modo que revalidó la mayoría absoluta de 1981 (pese a perder 11 escaños).
Sin embargo, en junio de 1989 el PASOK bajó al 40 % de los sufragios y a 125 escaños. En estos comicios —los primeros celebrados bajo las modificaciones hechas por el propio Gobierno socialista a la ley electoral— se hizo notar el declive de su popularidad debido a los casos de corrupción, así como la hospitalización del primer ministro Papandréu el año anterior. Superado entonces por la Nueva Democracia de Mitsotakis, se produjo un bloqueo institucional. Se celebraron nuevas elecciones en noviembre del mismo año, con el mismo resultado: victoria algo más holgada de la Nueva Democracia (el 46,2 % de los votos y 148 escaños), pero sin mayoría absoluta.
Tras una larga crisis para formar Gobierno, las elecciones de abril de 1990 dejaron a la Nueva Democracia al borde de la mayoría —pues obtuvo 150 de los 300 escaños—. No obstante, el apoyo del único diputado del partido liberal conservador Renovación Democrática, Theodoros Katsikis, permitió a Mitsotakis convertirse en primer ministro. El PASOK perdería de este modo el control del Ejecutivo, que mantenía desde 1981, en paralelo a un ligero pero significativo declive electoral (38,6 % de los votos y 123 escaños).
Al mismo tiempo el partido sufría una crisis de liderazgo. Además de sus dolencias, Papandréu fue encausado por su implicación en el caso del Banco de Creta —la compra de la entidad por uno de sus allegados utilizando el dinero de los ahorradores como pago—, si bien no fue condenado. A este escándalo se sumó la polémica debida a sus relaciones extramaritales y su divorcio en 1989.
En las elecciones de octubre de 1993 el PASOK recuperó la mayoría absoluta con 170 y Papandréu volvió a encabezar el Gobierno. Los comicios estuvieron marcados por las reacciones nacionalistas respecto de los problemas de República de Macedonia (desde 2018 Macedonia del Norte) y Chipre para recuperar el poder. La salud del primer ministro Papandréu comenzó a empeorar en 1995 y el PASOK vivió diversas luchas intestinas por el poder. En enero de 1996 se retiró de la política; al frente del partido y del Ejecutivo le sucedió Costas Simitis, candidato del sector renovador y europeísta. Papandréu fallecería en junio de ese año debido a su enfermedad y se convirtió en una figura de culto entre los partidarios del PASOK, recordado sobre todo por el amplio programa de reformas sociales aplicado durante sus mandatos.
En las elecciones de septiembre de 1996, Simitis revalidó la mayoría del PASOK (el 41,5 % de los votos y 162 escaños). Como cambio significativo, en diciembre el Gobierno griego accedió a entrar en la eurozona (de manera definitiva en 2001), de manera que desplazó el componente nacionalista griego del partido, una de las características del PASOK de Papandréu. En septiembre de 1997 se supo que Grecia organizaría los Juegos Olímpicos de 2004. Simitis ganó también las elecciones de abril de 2000, con el 42,7 % de los votos y 158 escaños; de este modo confirmaba la hegemonía de un partido que estaba el poder, de manera casi ininterrumpida, desde hacía 20 años.
El 7 de enero de 2004 Costas Simitis dimitió como máximo dirigente del PASOK. Su sucesor fue Yorgos Papandréu, hijo de Andreas Papandréu. El PASOK esperaba dar la vuelta a las encuestas, que predecían la victoria de Nueva Democracia, bajo la dirección de Costas Caramanlís desde 1997. Aunque Papandréu redujo la desventaja, no fue capaz de cambiar la idea de muchos votantes[¿quién?] de que el PASOK llevaba demasiado tiempo en el poder y se había convertido en un partido burocrático y corrupto.[cita requerida] La Nueva Democracia ganó cómodamente (cerca de la mayoría con 145 escaños) las elecciones del 7 de marzo de 2004, que situaron al PASOK en la oposición (117 asientos y el 40,6 % de votos) tras 11 años seguidos de Gobierno.
El PASOK volvió a perder el Ejecutivo en las elecciones adelantadas de 2007, donde se quedó en 102 escaños y el 38,1 % de los votos. Sin embargo, debido a la crisis económica, las elecciones siguientes se volvieron a adelantar a octubre de 2009. Esta vez recuperó la mayoría absoluta tras 7 años, incluso con mejores registros, pues logró el 43,9 % de los votos y 160 diputados.
No obstante, la caída electoral del PASOK se aceleraría desde entonces. En los comicios de mayo de 2012 perdió la mayor parte de su apoyo: con solo el 13,2 % de los votos y 41 escaños (el menor apoyo desde 1974), le sobrepasaron no solo la Nueva Democracia (108 escaños), sino también la coalición de izquierdas Syriza (52 escaños). Al no poderse formar un Gobierno, se repitieron las elecciones en junio de ese año, en las que el PASOK consiguió similares resultados (un 12,3 % de votos y 33 escaños), frente al ascenso tanto de la Nueva Democracia (a 129 escaños) como de Syriza (a 71 escaños). Las elecciones de enero de 2015, de nuevo adelantadas, le debilitaron aún más: quedó en séptimo lugar y a la cola de los partidos con representación parlamentaria, con un 4,7 % de los votos y 13 escaños (cerca de los 12 asientos de 1974).
Para las elecciones parlamentarias de septiembre se presentó en coalición con la Izquierda Democrática (DIMAR). Esta coalición, llamada Coalición Democrática, obtuvo el 6,3 % de los sufragios y 17 escaños, de los cuales 16 le correspondieron al PASOK. Estos pronto se redujeron a 15 escaños, ya que en enero de 2016 uno de sus diputados, Leonidas Grigorakos, fue expulsado de la formación después de sus declaraciones en favor del nuevo presidente de Nueva Democracia Kyriakos Mitsotakis. En enero de 2017 dos diputados —uno independiente y otro un antiguo integrante del partido socioliberal El Río— se unieron al PASOK, por lo que este contó a partir de entonces con 17 escaños. En abril otro diputado independiente se incorporó al partido, de modo que ascendió a 18 escaños y, tras la suma de Yorgos Karras, otro diputado independiente, en 2019 cuenta con 19 diputados.
En las elecciones al Parlamento Europeo de 2019, la coalición Movimiento para el Cambio, compuesta por el PASOK y otras formaciones, obtuvo dos eurodiputados. El PASOK es miembro del Partido de los Socialistas Europeos y la Internacional Socialista. Tiene dos diputados en el Parlamento Europeo. 

## Presidentes del partido
| Nombre              | Foto | Inicio                  | Fin                       | Otros cargos |
| ------------------- | ---- | ----------------------- | ------------------------- | --- |
| Andreas Papandreou  |      | 3 de septiembre de 1974 | 26 de junio de 1996       | Primer ministro de Grecia (1993-1996; 1981-1989) Diputado del Consejo de los Helenos (1974-1996; 1964-1967) |
| Costas Simitis      |      | 30 de junio de 1996     | 8 de febrero de 2004      | Primer ministro de Grecia (1996-2004) Ministro de Industria, Energía, Investigación y Tecnología (1993-1995) Ministro de Comercio (1993-1995) Ministro de Educación Nacional y Asuntos Religiosos (1989-1990) Ministro de Economía Nacional (1985-1987) Ministro de Agricultura (1981-1985) |
| George Papandreou   |      | 8 de febrero de 2004    | 18 de marzo de 2012       | Diputado del Consejo de los Helenos (2019-presente; 2012-2015; 2007-2009; 1981-1996) Primer ministro de Grecia (2009-2011) Ministro de Relaciones Exteriores (2009-2010; 1999-2004) Ministro de Educación Nacional y Asuntos Religiosos (1994-1996) |
| Evangelos Venizelos |      | 18 de marzo de 2012     | 14 de junio de 2015       | Vice primer ministro de Grecia (2013-2015) Ministro de Relaciones Exteriores (2013-2015) Ministro de Finanzas (2011-2012) Ministro de Defensa Nacional (2009-2011) Ministro de Cultura y Deportes (2000-2004; 1996-1999) Ministro de Desarrollo (1999-2000) Ministro de Justicia (enero-agosto de 1996) Ministro de Transporte y Comunicaciones (1995-1996) Ministro de Prensa y Medios (1994-1995) Diputado del Consejo de los Helenos (1993-2011) |
| Fofi Gennimata      |      | 14 de junio de 2015     | 25 de octubre de 2021 (†) | Diputada del Consejo de los Helenos (2015-2021; 2000-2002) Ministra Alternativa de Educación, Aprendizaje Permanente y Asuntos Religiosos (2010-2011) Viceministra de Salud y Bienestar (2009-2010) |
| Nikos Androulakis   |      | 12 de diciembre de 2021 |                           | Diputado del Consejo de los Helenos (2023-act) |

## Resultados electorales

### Consejo de los Helenos
| Elección           | Votos     | %     | Escaños | +/- | Posición | Resultado                                     | Líder               |
| ------------------ | --------- | ----- | ------- | --- | -------- | --------------------------------------------- | ------------------- |
| 1974               | 666 413   | 13,58 | 12/300  |     | 3.º      | Oposición                                     | Andreas Papandréu   |
| 1977               | 1 300 025 | 25,31 | 93/300  | 81  | 2.º      | Oposición                                     | Andreas Papandréu   |
| 1981               | 2 726 309 | 48,07 | 172/300 | 79  | 1.º      | Gobierno mayoritario                          | Andreas Papandréu   |
| 1985               | 2 916 735 | 45,82 | 161/300 | 11  | 1.º      | Gobierno mayoritario                          | Andreas Papandréu   |
| Junio de 1989      | 2 551 518 | 39,13 | 125/300 | 36  | 2.º      | Oposición                                     | Andreas Papandréu   |
| Noviembre de 1989  | 2 724 334 | 40,67 | 128/300 | 3   | 2.º      | Oposición                                     | Andreas Papandréu   |
| 1990               | 2 543 042 | 38,61 | 123/300 | 5   | 2.º      | Oposición                                     | Andreas Papandréu   |
| 1993               | 3 235 017 | 46,88 | 170/300 | 47  | 1.º      | Gobierno mayoritario                          | Andreas Papandréu   |
| 1996               | 2 814 779 | 41,49 | 162/300 | 8   | 1.º      | Gobierno mayoritario                          | Costas Simitis      |
| 2000               | 3 007 596 | 43,79 | 159/300 | 3   | 1.º      | Gobierno mayoritario                          | Costas Simitis      |
| 2004               | 3 003 988 | 40,50 | 117/300 | 42  | 2.º      | Oposición                                     | Yorgos Papandréu    |
| 2007               | 2 727 279 | 38,10 | 102/300 | 15  | 2.º      | Oposición                                     | Yorgos Papandréu    |
| 2009               | 3 012 373 | 43,92 | 160/300 | 58  | 1.º      | Gobierno mayoritario                          | Yorgos Papandréu    |
| Mayo de 2012       | 833 452   | 13,18 | 41/300  | 119 | 3.º      | Sin formación de gobierno                     | Evángelos Venizelos |
| Junio de 2012      | 756 024   | 12,28 | 33/300  | 8   | 3.º      | Coalición (ND - PASOK - DIMAR - Nueva Grecia) | Evángelos Venizelos |
| Enero de 2015      | 289 469   | 4,68  | 13/300  | 20  | 7.º      | Oposición                                     | Evángelos Venizelos |
| Septiembre de 2015 | 341 390   | 6,28  | 16/300  | 3   | 4.º      | Oposición                                     | Fofi Gennimata      |
| 2019               | 457 623   | 8,10  | 22/300  | 6   | 3.º      | Oposición                                     | Fofi Gennimata      |
| Mayo de 2023       | 676.166   | 11,46 | 41/300  | 19  | 3.º      | Sin formación de gobierno                     | Nikos Androulakis   |
| Junio de 2023      | 617.487   | 11,84 | 32/300  | 9   | 3.º      | Oposición                                     | Nikos Androulakis   |

### Parlamento Europeo
| Elección | Votos     | %     | Escaños | Posición | Líder               |
| -------- | --------- | ----- | ------- | -------- | ------------------- |
| 1981     | 2 278 030 | 40,12 | 10/24   | 1.º      | Andreas Papandréu   |
| 1984     | 2 476 491 | 41,59 | 10/24   | 1.º      | Andreas Papandréu   |
| 1989     | 2 352 271 | 35,96 | 9/24    | 2.º      | Andreas Papandréu   |
| 1994     | 2 458 619 | 37,64 | 10/25   | 1.º      | Andreas Papandréu   |
| 1999     | 2 115 844 | 32,91 | 9/25    | 2.º      | Costas Simitis      |
| 2004     | 2 083 327 | 34,02 | 8/24    | 2.º      | Yorgos Papandréu    |
| 2009     | 1 878 859 | 36,64 | 8/22    | 1.º      | Yorgos Papandréu    |
| 2014     | 458 403   | 8,02  | 2/21    | 4.º      | Evángelos Venizelos |
| 2019     | 436 726   | 7,72  | 2/21    | 3.º      | Fofi Gennimata      |
| 2024     | 508 399   | 12,79 | 3/21    | 3.º      | Nikos Androulakis   |